# 守本奈実
守本 奈実（もりもと なみ、1981年1月18日 - ）は、NHKのアナウンサー。

## 人物・来歴
千葉県流山市出身。千葉県立東葛飾高等学校卒業。
学習院大学文学部在学中、フジテレビとテレビ朝日アスク主催のアナウンサー養成講座を受講。BSフジのニュース番組に学生キャスターとして出演。
大学卒業後2004年に入局。
初任地は大分放送局。その後、福岡放送局を経て東京アナウンス室へ異動。
2014年4月から、産休に入った小郷知子に代わって、『ニュース7』土曜、日曜、祝日のメインキャスターを担当。同年9月、同期入局のディレクターである西村武五郎と結婚。
2016年4月から産休に入り、『ニュース7』土曜、日曜、祝日のメインキャスターは高瀬耕造にバトンタッチした。同年9月、名古屋市内の病院で第1子を出産。
2018年4月に復職し、『ハートネットTV』（Eテレ）の「HEART-NET TIMES」（月1回）を担当。
2024年4月、東京アナウンス室からNHK財団へ異動。

## 嗜好・挿話
- 幼少時代はシンガポールに住んでいた[5][6]。
- 趣味はアルトサックス演奏、料理作り、読書、植物を育てること。
- 千葉県出身だが、両親が熊本県出身ということで、実家での雑煮には関東で一般的な角餅ではなく丸餅が入っているという[7]。
- 高校生の時からコサキンのラジオの大ファンである[8][9][10][11][12]。

## 出演

### NHK
福岡放送局時代
- エンターテイナー 華麗なる技の秘密（2006年）
- 探検ロマン世界遺産（2007年から随時、総合テレビ）
- トンコツTV MC（2007・2008年度）
  - トンコツRADIO（2008年4月 - 2009年2月） - DJ
- お元気ですか日本列島（ぐるっとニュース九州・沖縄担当。2006年度代行・2007年度メイン）
- 釜山中継シリーズ（2007年2月19日 - 24日）
- ニュースいちばん星（2007年度） - キャスター

東京アナウンス室時代
- NHKニュースおはよう日本
  - 2009年3月30日 - 2010年3月26日：平日5時台、7時台（ニュースリーダー）、8時台担当
  - 2010年4月 - 2011年3月：キャスター（土日祝）[13]
- 生中継 ふるさと一番! 糸島半島シリーズ（2008年4月7日 - 10日） - 初任地・大分県出身のプロレスラー・藤波辰爾と出演。
- 北京オリンピック（2008年8月、BS1） - 中継日中帯進行
- 月刊とれたてマイビデオ（2009年度）
- 世界のエコツアー（2009年4月 - ） - ナレーション
- NHKスペシャル「“生命”の未来を変えた男〜山中伸弥・iPS細胞革命〜」（2010年9月） - ナレーション
- 週刊ブックレビュー - 司会（滑川和男と交代で担当）
- 大河ドラマ『龍馬伝』（2010年） - “龍馬伝紀行”ナレーション
- 世界遺産への招待状（総合テレビ）
- SONGS - ナレーション
- NHKスペシャル ホット・スポット 最後の楽園 season1 - ナレーション
- 亀田音楽専門学校 SEASON2 - ナレーション
- コズミックフロント〜発見！驚異の大宇宙〜（2011年4月 - 2015年3月27日、BSプレミアム） - ナレーション
- モバイル週間ニュース（2011年4月 - 2013年3月）[14] - 久保田祐佳と交代での担当
- 首都圏ニュース845（2011年4月 - 2014年3月） - 祝日を除く月曜 - 金曜担当
- NHKニュース（2011年4月 - 2014年3月） - 祝日を除く月曜 - 金曜16:55 - 17:05担当
- NHKニュース7
  - （2011年4月 - 2014年3月 祝日を除く月曜 - 金曜）[15]  - サブキャスター
  - （2014年4月5日 - 2016年4月3日 土曜・日曜・祝日） - メインキャスター
- 第46回衆議院議員総選挙（2012年12月16日） - 開票速報サブキャスター
- 目撃!日本列島「まっすぐ〜女子相撲 17歳の挑戦〜」（2014年12月6日） - ナレーション
- 第47回衆議院議員総選挙（選挙速報）（2014年12月14日） - サブキャスター
- NHKスペシャル：日本新生シリーズ（不定期） - キャスター（三宅民夫と共に）
- 国会中継（不定期）
- コズミックフロント☆NEXT（2015年4月16日 - 2016年3月、BSプレミアム） - ナレーション
- 「まれ」1週間ダイジェスト（2015年4月 - 9月） - ナレーション（20分・5分とも）
- 2018年度入局したアナウンサーへの研修指導役[16]。
- 世界の哲学者に人生相談（2018年4月5日 - 2020年9月17日） - ナレーション
- ハートネットTV「HEART-NET TIMES」（2018年4月 - 2019年3月、月1回登板）
- ニュース シブ5時（2018年9月25日 - 2021年9月9日） - キャスター
- 青天を衝け（2021年2月14日 - 12月26日） - ナレーション
- きょうの料理（2023年4月 - 2024年3月） - 司会
- ＃NHK（2023年4月 - 2024年3月） - キャスター

NHK財団時代
- 日曜美術館（2024年4月 - ） - 司会

### BSフジ
- BSフジNEWS（2002年7月 - 12月） - 学生キャスター3期生、同期に武藤乃子（現・フリーアナウンサー）